# Catedral de Módena
La catedral de Módena (del italiano: Duomo di Modena) es uno de los lugares de estilo románico más importantes de Europa y a su vez Patrimonio de la Humanidad.

## Construcción

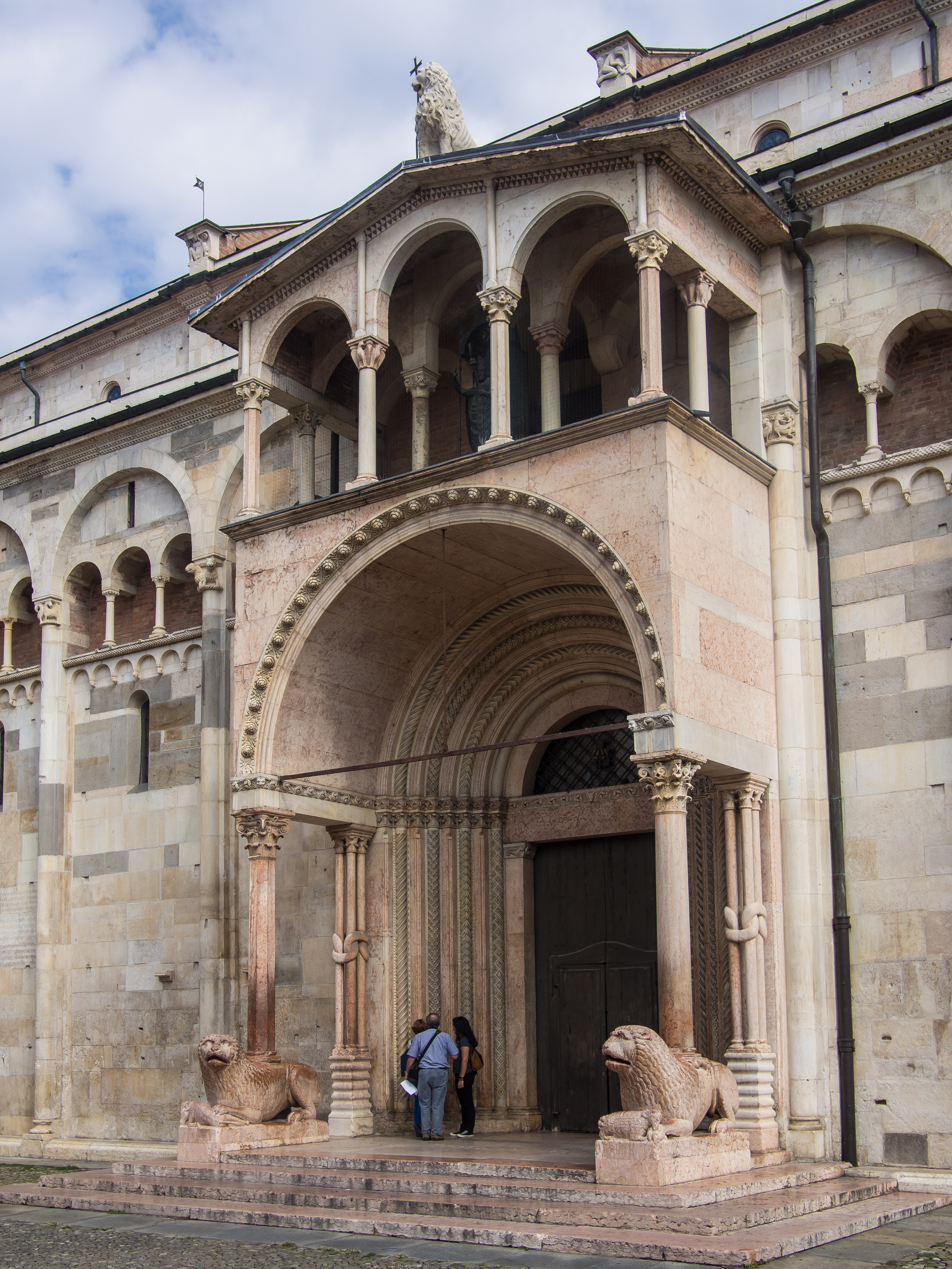
La Catedral de Módena vista desde afuera

Las obras de la catedral comenzaron en 1099, bajo la dirección del arquitecto Lanfranco, sobre el lugar donde se encontraba el sepulcro de San Geminiano, el santo patrono de Módena. Con anterioridad, desde el siglo V, se construyeron dos iglesias en el mismo sitio, pero ambas habían sido destruidas. Los restos del Santo aún se exhiben en la cripta de la catedral.
La construcción de la torre del campanario finalizó en 1319.

## Ornamentación
La última intervención de la escuela de Wiligelmo en los trabajos de decoración de la catedral antes de la llegada de los maestros campioneses fue el de las ocho metopas colocadas sobre los contrafuertes externos, obra de un alumno de Wiligelmo conocido como Maestro de las metopas. Para evitar que fueran robadas, estas metopas fueron llevadas al museo de la catedral y sustituidas en el lugar por copias (1950).
Después de las obras realizadas por Lanfranco, la Catedral fue adornada por Anselmo da Campione y sus herederos, los llamados "maestros campioneses". Debido a esto, la fachada moderna exhibe distintos estilos. El majestuoso rosetón fue agregado por Anselmo en el siglo XIII, mientras que los dos leones se sostienen las columnas de la entrada pertenecen a la época de la antigua Roma y probablemente hayan sido descubiertos durante la excavación para colocar los cimientos.

## Fachada

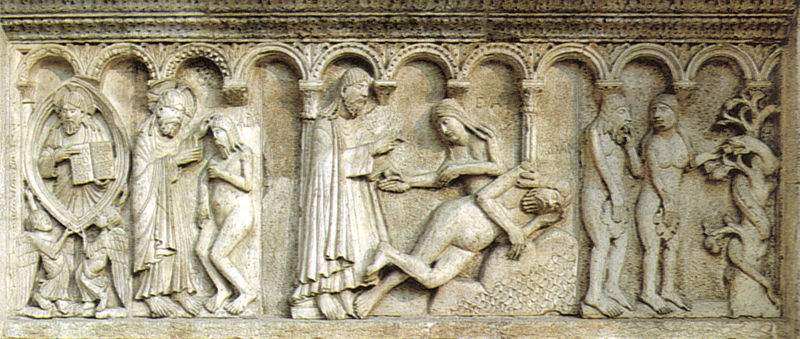
Bajorrelieve de Wiligelmo: la Creación del hombre, de la mujer y el pecado original.

La fachada tiene unos relieves notables, obra de Wiligelmo, un contemporáneo de Lanfranco. Los relieves incluyen retratos de profetas y patriarcas, y de muchas de las historias bíblicas, que en su conjunto forman una obra maestra de la escultura románica. Los expertos han señalado la manera en que se representa la creación de Adán y Eva, el pecado original y la historia de Noé.
Artísticamente, las puertas laterales también son notables. En la Piazza Grande se encuentran la Porta Regia (Puerta Real), hecha por los campeoneses, y la más pequeña Porta dei Principi (Puerta de los Príncipes), decorada por un pupilo de Wiligelmo con relieves que describen la vida de San Geminiano. En la cara norte se halla la Porta della Pescheria (Puerta de la Pescadería), con relieves inspirados en el ciclo de doce meses por año (sobre las jambas) e historias del Ciclo Artúrico (sobre el arco).

## Interior

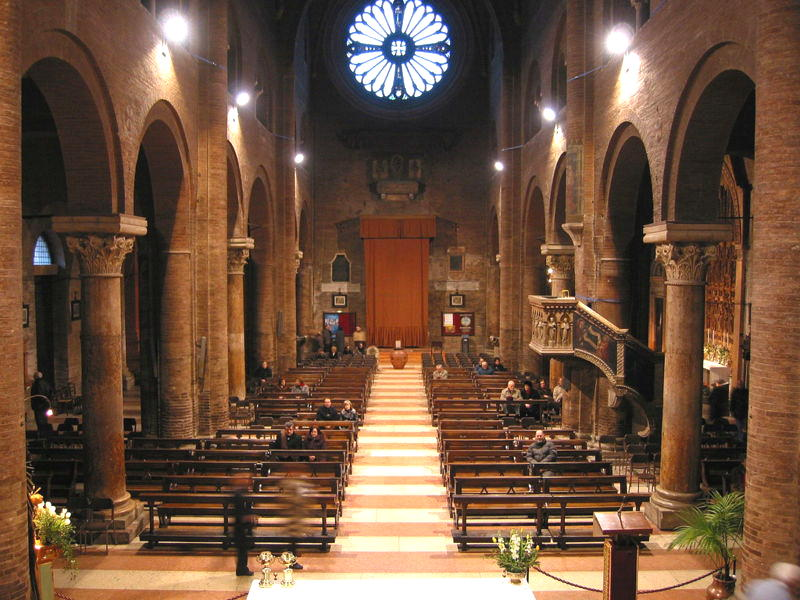
El interior de la catedral.

En el interior, la catedral se encuentra dividida en tres naves. Entre la nave central y la cripta se encuentra un parapeto de mármol diseñado por Anselmo da Campione que representa la Pasión de Cristo e incluye la Última Cena. El púlpito fue diseñado por Arrigo da Campione y está decorado con estatuillas de terracota. También es de interés es el crucifijo de madera del siglo XIV.
Así mismo, en el Duomo se alojan escenas de la Natividad creadas por dos de los mayores artistas de Módena: Antonio Begarelli (1527) y, en la cripta, la Madonna della Papa de Guido Mazzoni (1480).
La Torre della Ghirlandina está anexa a la iglesia.

## Dimensiones
Se recogen a continuación, con fines comparativos, las dimensiones de las principales iglesias románicas de la región.
| Imagen | Edificio | Construcción          | Longitud exterior                   | Longitud interior | Anchura fachada               | Altura exterior fachada       | Altura campanario                        |
|        | Catedral de Parma                                                                                               | 1059-1178             | 81,7 (excluido el pórtico avanzado) | 78,5              | 28,0                          | 29,0                          | 64,0                                     |
|        | Catedral de Módena · ( Patrimonio de la Humanidad (parte de «Cattedrale, Torre Civica e Piazza Grande») (1997)) | 1099-1389             | 66,9                                | 63,1              | 24,7                          | 22,3 (con los pináculos 29,6) | 86,12 (incluida elevación del siglo XIV) |
|        | Catedral de Piacenza                                                                                            | 1122-1233             | 85,0                                |                   | 32,0                          | 32,0                          | 71,0                                     |
|        | Catedral de Fidenza                                                                                             | 1117-inic. siglo XIII | 50,5                                | 47,0              | 26,6 (incluidas las torres)   | —                             | —                                        |
|        | Catedral de Ferrara                                                                                             | siglo XII-XV          | 118                                 | —                 | 40,8                          | 17,0                          | 45,0                                     |
|        | Abadía de Nonantola                                                                                             | 1010-siglo XIII       | 45,4                                | 52,0              | 25,1                          | —                             | —                                        |
|        | Abadía de Pomposa, en Codigoro (provincia de Ferrara)                                                           | ?-1026                | 44,0 (con atrio y ábside)           | 42                | 18,35                         | 14,1                          | 48,5                                     |
|        | Abadía de San Mercuriale, en Forlì                                                                              | 1178-1232             | 32,5 (original) (46,2, actual)      | —                 | 15,4 (excluido el campanario) | 12,85                         | 75,58                                    |